# Георгиевское (Бурятия)
Гео́ргиевское — село в Хоринском районе Бурятии. Административный центр сельского поселения «Ашангинское».

## География
Расположено на правом берегу реки Уда в 55 км к северо-востоку от районного центра, села Хоринск, в 3 км южнее региональной автодороги Р436 (Читинский тракт). Через село проходит автодорога на мост через Уду и далее на левобережье реки к сёлам Еравнинского района Ульдурга и Тужинка.

## Население
| 2002 | 2010 |
| ---- | ---- |
| 676  | ↘579 |

## Инфраструктура
Средняя общеобразовательная школа, детский сад, Дом культуры, библиотека, врачебная амбулатория, почтовое отделение.